# 야베젠니
야베젠니(일본어: 矢部禅尼 やべぜんに[*], 분지 3년 (1187년) - 겐초 8년 4월 10일 (1256년 5월 6일))는 가마쿠라 시대 전기부터 중기에 걸쳐 살은 미우라 일족의 여성이다. 가마쿠라 막부의 유력 고케닌 미우라 요시무라의 딸이다. 3대 싯켄 호죠 야스토키의 전처 (정실)으로, 4대 싯켄 츠네토키, 5대 싯켄 토키요리의 할머니이다.

## 생애
겐큐 5년 (1194년) 2월에, 13살의 야스토키가 원복했을 때, 미나모토노 요리토모의 명에 의해 미우라 요시즈미의 손자녀로부터 좋은 딸을 선택에 야스토키와 결혼시키기로 결정되었다. 8년 뒤인 겐닌 2년 (1202년) 8월 23일, 요시즈미의 적남 요시무라의 딸 (훗날의 야베젠니)이 야스토키에게 시집가고, 이듬해 장남 토키우지가 태어나지만, 나중에 야스토키와 이혼했다. 시기는 알 수 없으나, 야스토키의 후처인 아보 사네카즈의 딸이 야스토키의 차남 토키자네를 겐랴쿠 2년 (1212년)에 낳은 것으로 보아, 그 이전에 이혼한 것으로 보인다. 이혼의 이유는 특별히 불화가 있던 것도 아니었기 때문에 불분명하다.
그 후, 미우라씨 사하라류의 사하라 모리츠라에게 재가하여, 3남 (아시나 미츠모리, 카노우 (미우라) 모리토키, 신구 토키츠라)을 낳았고, 남편 모리츠라 사후에는 미우라 야베쿄에 돌아와, 법명 젠아(禅阿), 야베젠니 (矢部禅尼)라 불렸다. 가테이 3년 (1237년) 6월, 막부에서 야베젠니에게 이즈미국 요시이쿄를 주어, 손자인 토키요리가 미우라 야베쿄까지 하문을 전달하는 사자를 했다. 호죠씨와의 대립에 의해 미우라 일족이 멸망한 호지 원년 (1247년)의 호지 전투에서는 사하라씨의 대부분은 미우라씨 측에 붙어 멸망했지만, 야베젠니의 아이들은 호죠씨 측으로 싸웠기 때문에 그녀가 관련되었다고 생각된다. 모리토키는 나중에 미우라 성을 따서 미우라가를 재흥시켰다.
겐초 8년 (1256년) 4월 10일, 음식을 먹지 않은 피로에 의해 70세의 나이로 사망했다. 토키요리는 할머니의 죽음으로 50일간 상복을 입었다.

## 관련 작품
- 『가마쿠라도노의 13인』 (2022년, NHK대하드라마) - 배우 후쿠치 모모코